# Берёзки (Воронежская область)
Берёзки — село в Павловском районе Воронежской области Российской Федерации. Основано во 2-й половине XVIII века. Население — 282 человека (2011).
Село относится к Александро-Донскому сельскому поселению, административным центром которого является село Александровка Донская. Там же размещёны административные органы, которым подчинёно село Берёзки. Главой Александро-Донского сельского поселения с 15 марта 2012 года является Владимир Иванович Антоненко.

## Название
Изначально называлось Берёзовый хутор, позднее переименовано в Берёзки. Также в разговорной речи часто используется вариант Березки́.

## Физико-географическая характеристика

### Географическое положение
Посёлок расположен в северной части поселения.
Расстояние до центра поселения — 14 км.
Посёлок, как и вся Воронежская область, живёт по Московскому времени.

### Климат
Природно-климатические условия, природные ресурсы ограниченно благоприятны для основных видов хозяйственно-градостроительной и рекреационной деятельности в связи с развитием экзогенных геологических процессов.
Освоение ограниченно благоприятных площадок потребует проведение мероприятий по инженерной подготовке (вертикальная планировка, понижение грунтовых вод, защита от затопления и др.), а также инженерно-геологических изысканий с целью выявления просадочных грунтов и карста. Территория поселения расположена в зоне умеренно континентального климата, с жарким и сухим летом и умеренно холодной зимой с устойчивым снежным покровом и хорошо выраженными переходными сезонами.
На размытой поверхности кристаллического фундамента залегают девонские отложения, перекрытые меловой системой, а также палеогеновыми, неогеновыми и четвертичными образованиями. Комплекс покровных отложений представлен лёссовидными суглинками и супесями и в меньшей степени песками.

## История
Село было основано во 2-й половине XVIII века и тогда называлось Берёзовый хутор. Дома размещались по разные стороны оврага.
В 1862 году был построен деревянный, обложенный кирпичом храм Рождества Богородицы с отдельно стоящей колокольней — звонницей.

## Транспорт и дороги
Сообщение с посёлком осуществляется по дороге регионального значения М «Дон» — с. Берёзки — Тумановка, с заездом в село по улице Школьная.

## Население
| Численность жителей села Берёзки по годам |      |       |      |      |      |
| 1859                                      | 1900 | 1906  | 1925 | 2010 | 2011 |
| 579                                       | ↗932 | ↗1213 | ↘996 | ↘246 | ↗282 |

## Архитектура и достопримечательности
В селе 4 улицы: Первомайская, Мира, Центральная и Школьная.